# Can Borrell (Mollet del Vallès)
Can Borrell és un monument protegit com a bé cultural d'interès local del municipi de Mollet del Vallès (Vallès Oriental). És l'única masia fortificada que es conserva al municipi. Data del segle xiv però la seva imatge actual es deu a la reforma que patí en els segles xvi i xvii. Conserva elements constructius i de decoració notables com el portal adovellat i la finestra d'estil flamíger del primer pis. No queden elements de decoració a l'interior. El seu ús original era de masia, habitatge amb dependències pel treball del camp. Actualment la planta baixa s'usa com a botiga de verdures. El Pla Especial de Protecció del Patrimoni Arquitectònic de Mollet del Vallès, aprovat provisionalment el 1984, la incorporava com un element que cal protegir.

## Arquitectura

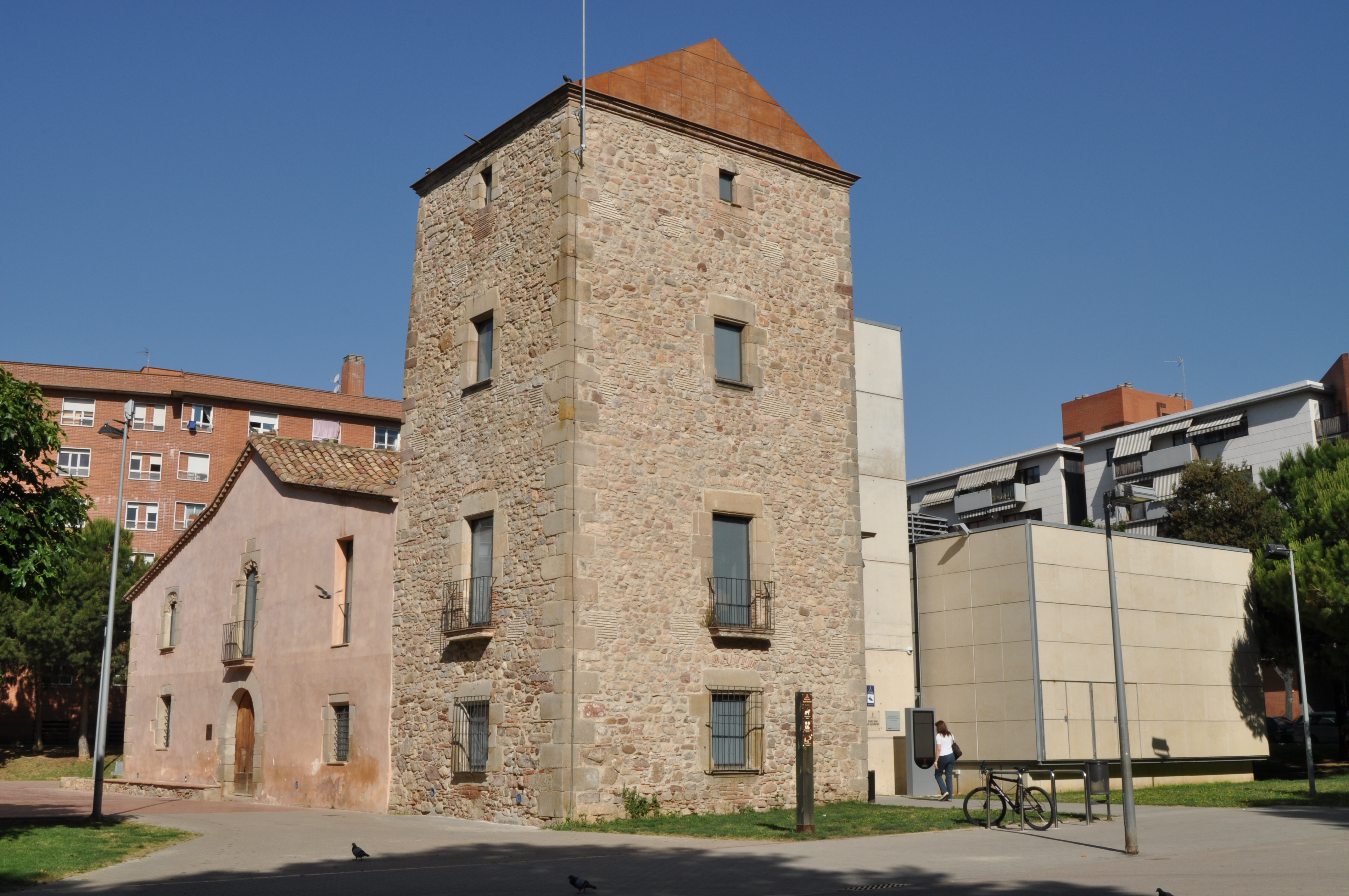
Can Borrell, amb la torre en primer terme

És una masia de planta baixa i pis, de tipus basilical, amb torre i cos lateral adossats. S'accedeix a la casa per un portal adovellat de mig punt situat a l'eix central de la façana. Al pis hi ha els dormitoris i les golfes a les parts més baixes. L'estructura de l'edifici està formada per murs de càrrega de paredat comú. El sostre està construït amb bigues i costelles de formigó. La coberta, a dues vessants amb carener central perpendicular a la façana, està feta amb bigues, cabirons de fusta i teula àrab a l'exterior. Conserva un paviment de lloses de pedra a la planta baixa i elements constructius i decoratius notables a la façana principal. Destaca la torre, de planta quadrada, amb planta baixa i tres pisos, coberta també amb teula àrab.